# José Francisco de Andrade e Almeida Monjardim
José Francisco de Andrade e Almeida Monjardim (9 de fevereiro de 1797 — Vitória, 24 de janeiro de 1884) foi um político brasileiro. Tendo recebido uma comenda, tornando-se um comendador.
Foi membro da junta governativa capixaba de 1822-1824, de 1 de março de 1822 a 23 de fevereiro de 1824.
José Francisco presidiu a província por 13 vezes, de 12 de março a 4 de dezembro de 1830, de 8 de abril a 28 de novembro de 1831, de 27 de abril de 1832 a 24 de abril de 1833, de 22 de abril a 10 de junho de 1844, de 21 de setembro a 7 de novembro de 1846, de 18 de abril a 3 de agosto de 1848, de 3 de novembro de 1848 a 7 de março de 1849, de 21 de junho a 2 de agosto de 1849, de 3 de junho a 9 de julho de 1851, de 13 de fevereiro a 15 de fevereiro de 1857, no dia 7 de março de 1858 a 4 de fevereiro de 1859, e de 14 de abril a 25 de maio de 1860.